# Alpha Pegasi
Alpha Pegasi (α Pegasi, hay tên viết tắt là Alpha Peg, α Peg) cũng như tên chính thức là Markab /ˈmɑːrkæb/, là tên của ngôi sao có độ sáng đứng thứ ba của chòm sao Phi Mã và là một trong bốn ngôi sao nằm trong khoảnh sao tên là "Hình vuông lớn của chòm Phi Mã" (tiếng Anh: "Great Square of Pegasus").
Tên của nó được đặt theo định danh Bayer. Cái tên Markab (hay Marchab) là xuất phát từ một từ tiếng Ả Rập مركب (markab) nghĩa là "cái yên ngựa" hoặc là dịch sai từ từ Mankib. Từ Mankib là nằm trong cụm منكب الفرس (Mankib al-Faras) nghĩa là Vai của con ngựa.
Ngôi sao này được phân loại thuộc loại A0 IV, nghĩa là nó là một ngôi sao gần mức khổng lồ và nguyên tử Hydro tại lõi của nó đã cạn kiệt. Cấp độ của nó đã vượt qua dãy chính. Nó tự quay quanh trục của nó với vận tốc 125 km/s. Nhiệt độ hiệu dụng của Quang cầu gần bằng 10000 Kelvin, tức 9 726.85 độ C và bán kính của nó gấp 5 lần bán kính Mặt Trời.

## Danh pháp
Vào năm 2016, hiệp hội Thiên văn Quốc tế đã thành lập một nhóm làm việc để định danh tên chính xác của những ngôi sao. Và cái tên Markab được phê duyệt vào tháng 7 năm 2016.
Trong tiếng Trung, 室宿 (Shì Xiù) nghĩa là trại giam, dùng để chỉ khoảnh sao tên là hình vuông lớn của chòm Phi Mã có chứa α Pegasi và β Pegasic. Do vậy, tên tiếng Trung của α Pegasi là 室宿一 (Shì Xiù yī) nghĩa là "ngôi sao đầu tiên của nhà tù".

## Dữ liệu hiện tại
Theo như quan sát, đây là ngôi sao thuộc chòm sao Phi Mã và dưới đây là một số dữ liệu khác:
Xích kinh 23h 04m 45.65345s
Độ nghiêng +15° 12′ 18.9617″
Cấp sao biểu kiến 2.48
Vận tốc xuyên tâm –2.2
Thị sai 24.46
Khoảng cách 133 ± 1 năm ánh sáng (40.9 ± 0.3 parsec)
Bán kính 4.72 ± 0.14
Nhiệt độ 9,765 ± 63
Giá trị hấp dẫn bề mặt 3.51 ± 0.03
Độ kim loại −0.02 ± 0.10
Tốc độ quay quanh trục 125 km/s